# El Galpón

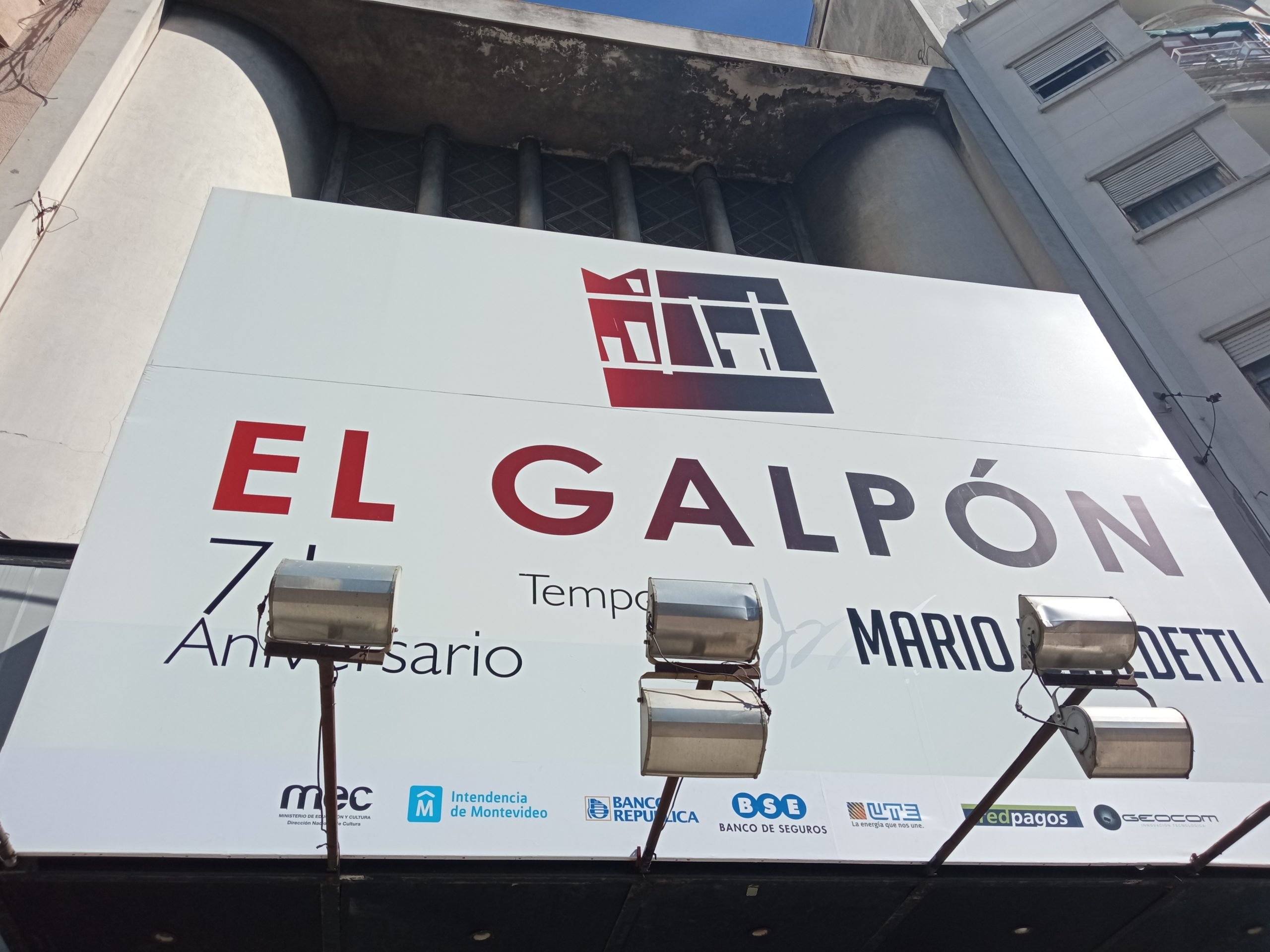

Das Teatro El Galpón ist ein Theater in der uruguayischen Landeshauptstadt Montevideo.
Das Theater El Galpón befindet sich in der wichtigsten Straße der Stadt, der Avenida 18 de Julio 1618. Es wurde am 2. September 1949 aus der Fusion der beiden Theater La Isla und Teatro del Pueblo. gegründet. Zu den Gründungsmitgliedern zählen César Campodónico und Atahualpa del Cioppo. Während der Zeit der Militärdiktatur befand sich die gleichnamige, unabhängige Theatergruppe El Galpón von 1976 bis 1985 im Exil in Mexiko. Zuvor hatte sie seit 1946 über 80 Theaterstücke produziert. Im Exil führten sie dann 25 überwiegend lateinamerikanische Stücke auf. Zu den Regisseuren gehörten dabei unter anderem die renommiertesten uruguayischen Vertreter, wie Atahualpa del Cioppo, César Campodónico und Rubén Yáñez.
Zum derzeitigen Ensemble gehören unter anderem die folgenden Schauspieler:
- Ana Andión
- Alicia Alfonso
- Amelia Porteiro
- Arturo Fleitas
- Claudia Trecu
- Dante Alfonso
- Dervy Vilas
- Felisa Jezier
- Graciela Escuder
- Héctor Guido
- Marcos Flack
- Myriam Gleijer